# Nyagan
Nyagan (tiếng Nga: Нягань) là một thành phố Nga. Thành phố này thuộc chủ thể Khu tự trị Khanty-Mansi. Thành phố có dân số 52.610 người (theo điều tra dân số năm 2002). Đây là thành phố lớn thứ 312 của Nga theo dân số năm 2002. Dân số qua các thời kỳ:

## Khí hậu
Nyagan có khí hậu cận Bắc Cực (phân loại khí hậu Köppen Dfc) với mùa hè ấm áp trong khi mùa đông rất dài và lạnh. Lượng mưa phân bố khá đều trong suốt cả năm nhưng nhiều hơn một chút vào mùa hè.
| Dữ liệu khí hậu của Nyagan              | Dữ liệu khí hậu của Nyagan | Dữ liệu khí hậu của Nyagan | Dữ liệu khí hậu của Nyagan | Dữ liệu khí hậu của Nyagan | Dữ liệu khí hậu của Nyagan | Dữ liệu khí hậu của Nyagan | Dữ liệu khí hậu của Nyagan | Dữ liệu khí hậu của Nyagan | Dữ liệu khí hậu của Nyagan | Dữ liệu khí hậu của Nyagan | Dữ liệu khí hậu của Nyagan | Dữ liệu khí hậu của Nyagan | Dữ liệu khí hậu của Nyagan |
| Tháng                                   | 1                          | 2                          | 3                          | 4                          | 5                          | 6                          | 7                          | 8                          | 9                          | 10                         | 11                         | 12                         | Năm                        |
| --------------------------------------- | -------------------------- | -------------------------- | -------------------------- | -------------------------- | -------------------------- | -------------------------- | -------------------------- | -------------------------- | -------------------------- | -------------------------- | -------------------------- | -------------------------- | -------------------------- |
| Trung bình ngày tối đa °C (°F)          | −16.4 (2.5)                | −14.3 (6.3)                | −4.4 (24.1)                | 3.4 (38.1)                 | 10.9 (51.6)                | 18.8 (65.8)                | 22.7 (72.9)                | 18.6 (65.5)                | 11.9 (53.4)                | 1.8 (35.2)                 | −7.8 (18.0)                | −13.4 (7.9)                | 2.7 (36.8)                 |
| Trung bình ngày °C (°F)                 | −20.7 (−5.3)               | −19.0 (−2.2)               | −9.9 (14.2)                | −1.8 (28.8)                | 5.5 (41.9)                 | 13.4 (56.1)                | 17.5 (63.5)                | 13.6 (56.5)                | 7.6 (45.7)                 | −1.5 (29.3)                | −11.7 (10.9)               | −17.6 (0.3)                | −2.1 (28.3)                |
| Tối thiểu trung bình ngày °C (°F)       | −24.9 (−12.8)              | −23.7 (−10.7)              | −15.4 (4.3)                | −7.0 (19.4)                | 0.2 (32.4)                 | 8.0 (46.4)                 | 12.4 (54.3)                | 8.7 (47.7)                 | 3.4 (38.1)                 | −4.8 (23.4)                | −15.5 (4.1)                | −21.7 (−7.1)               | −6.7 (20.0)                |
| Lượng Giáng thủy trung bình mm (inches) | 32 (1.3)                   | 20 (0.8)                   | 22 (0.9)                   | 34 (1.3)                   | 46 (1.8)                   | 66 (2.6)                   | 76 (3.0)                   | 83 (3.3)                   | 63 (2.5)                   | 53 (2.1)                   | 42 (1.7)                   | 33 (1.3)                   | 570 (22.6)                 |
| Nguồn: Climate-Data.org                 |                            |                            |                            |                            |                            |                            |                            |                            |                            |                            |                            |                            |                            |

## Người nổi tiếng
- Maria Sharapova, vận động viên quần vợt
- Darya Domracheva, vận động viên hai môn phối hợp[6]